# Möhrendorf
Möhrendorf è un comune tedesco di 4 409 abitanti, situato nel land della Baviera.